# Relicina subconnivens
Relicina subconnivens är en lavart som beskrevs av Hale. Relicina subconnivens ingår i släktet Relicina och familjen Parmeliaceae.   Inga underarter finns listade i Catalogue of Life.